# Salisbury (Karolina Północna)
Salisbury – miasto w Stanach Zjednoczonych, w stanie Karolina Północna, siedziba administracyjna hrabstwa Rowan. Według spisu z 2020 roku liczy 35,5 tys. mieszkańców. Jest częścią obszaru metropolitalnego Charlotte.